# Pordenone Calcio 2020-2021
Questa voce raccoglie le informazioni riguardanti il Pordenone Calcio nelle competizioni ufficiali della stagione 2020-2021.

## Stagione
Anche per questa stagione di Serie B viene confermato Attilio Tesser alla guida della società. Nel girone di andata i neroverdi raccolgono 28 punti, in corso per accedere ai Play-off. Poi nel girone di ritorno arriva un calo di prestazioni e di punti, così ad aprile dopo sette partite senza vittorie, viene sostituito Attilio Tesser con Maurizio Domizzi che traghetta il Pordenone con 45 punti ad tranquilla salvezza. Non si sono disputati i Play-out perché tra il Cosenza, quart'ultimo con 35 punti, e l'Ascoli sedicesimo con 44 punti vi erano nove punti di differenza. Nella Coppa Italia il Pordenone entra in scena nel secondo turno superando (3-0) il Casarano, poi nel terzo turno pareggia (0-0) con il Monza, ma perde la lotteria dei calci di rigore (1-4). Le partite interne sono state giocate dal Pordenone allo Stadio Guido Teghil di Lignano Sabbiadoro, e non più allo Stadio Friuli di Udine. Due giocatori neroverdi in evidenza, il miglior realizzatore Davide Diaw che ha firmato 10 reti e Patrick Ciurria che giunto al suo quarto campionato a Pordenone, segna 9 reti.

## Divise e sponsor
Il fornitore tecnico per la stagione 2020-2021 è Givova, mentre gli sponsor ufficiali sono Omega Group (main sponsor), Assiteca (co-sponsor), Lignano Sabbiadoro (back sponsor), Alea (sleeve sponsor) e CRO - Area Giovani (shorts sponsor).
| Casa | Trasferta | Terza divisa |

## Organigramma societario
Area direttiva
- Presidente: Mauro Lovisa
- Presidente Onorario: Giampaolo Zuzzi
- Soci: Mauro Lovisa, Giampaolo Zuzzi, Maurizio Orenti, Carlo Vendrame, Paolo Carlot, Omega
- Direttore Generale: Giancarlo Migliorini
- Responsabile Amministrazione: Loisa Cardin
- Club Manager: Emanuele Berrettoni
- Segretario Generale: Francesco Rosanda

Area comunicazione e marketing
- Responsabile Commerciale: Sara Posocco
- Responsabile Comunicazione e S.L.O.: Marco Michelin
- Ufficio Stampa e Digital: Sebastiano Orgnacco
- Responsabile Merchandising e Progetti Scuole: Alessia Favetta

Area sportiva
- Responsabile Area Tecnica: Matteo Lovisa
- Team Manager: Francesco Rosanda

Area tecnica
- Allenatore: Attilio Tesser
- Vice Allenatore: Mark Strukelj
- Collaboratore tecnico: Andrea Toffolo
- Preparatori atletici: Ivano Tito, Tommaso Zentilin
- Preparatore dei Portieri: Leonardo Cortiula
- Match Analyst: Diego Labricciosa

Area sanitaria
- Responsabile sanitario: Alessandro Milan
- Medici sociali: Stefano Bressan, Paolo Viviani
- Responsabile staff fisioterapia: Claudio D'Arcangelo
- Massofisioterapisti: Alessandro Marzotto, Luigi Zanusso

## Rosa
Di seguito la rosa tratta dal sito internet ufficiale della società e aggiornata al 29 gennaio 2021:
| N. |                    | Ruolo | Calciatore               |
| -- | ------------------ | ----- | ------------------------ |
| 1  | Italia (bandiera)  | P     | Giacomo Bindi            |
| 2  | Italia (bandiera)  | D     | Filippo Berra            |
| 4  | Italia (bandiera)  | D     | Mirko Stefani (capitano) |
| 5  | Italia (bandiera)  | D     | Alessandro Vogliacco     |
| 6  | Italia (bandiera)  | D     | Alberto Barison          |
| 7  | Italia (bandiera)  | C     | Davide Gavazzi           |
| 8  | Italia (bandiera)  | C     | Giacomo Calò             |
| 9  | Italia (bandiera)  | A     | Davide Diaw              |
| 10 | Italia (bandiera)  | A     | Claudio Morra            |
| 11 | Polonia (bandiera) | A     | Sebastian Musiolik       |
| 12 | Italia (bandiera)  | P     | Pietro Passador          |
| 13 | Italia (bandiera)  | A     | Patrick Ciurria          |
| 16 | Italia (bandiera)  | C     | Luca Magnino             |
| 18 | Italia (bandiera)  | A     | Aldo Banse               |
| 19 | Italia (bandiera)  | A     | Federico Secli           |
| 20 | Italia (bandiera)  | C     | Simone Pasa              |
| 21 | Italia (bandiera)  | C     | Gianvito Misuraca        |

| N. |                    | Ruolo | Calciatore         |
| -- | ------------------ | ----- | ------------------ |
| 22 | Italia (bandiera)  | P     | Samuele Perisan    |
| 23 | Italia (bandiera)  | C     | Luca Tremolada     |
| 24 | Italia (bandiera)  | D     | Giovanni Foschiani |
| 25 | Italia (bandiera)  | D     | Luca Zanon         |
| 26 | Italia (bandiera)  | D     | Alessandro Bassoli |
| 27 | Italia (bandiera)  | C     | Kevin Biondi       |
| 28 | Italia (bandiera)  | A     | Mattia Finotto     |
| 29 | Italia (bandiera)  | C     | Manuel Scavone     |
| 30 | Italia (bandiera)  | C     | Alessandro Mallamo |
| 31 | Italia (bandiera)  | D     | Michele Camporese  |
| 32 | Croazia (bandiera) | A     | Karlo Butić        |
| 33 | Italia (bandiera)  | C     | Roberto Zammarini  |
| 34 | Israele (bandiera) | A     | Davide Turchetto   |
| 44 | Polonia (bandiera) | D     | Adam Chrzanowski   |
| 54 | Italia (bandiera)  | D     | Nicola Falasco     |
| 77 | Italia (bandiera)  | P     | Gaetano Fasolino   |
| 88 | Italia (bandiera)  | C     | Matteo Rossetti    |

## Calciomercato

### Sessione estiva(dall'01/09 al 05/10)
| Acquisti | Acquisti           | Acquisti       | Acquisti      |
| R.       | Nome               | da             | Modalità      |
| -------- | ------------------ | -------------- | ------------- |
| P        | Samuele Perisan    | Udinese        | definitivo    |
| D        | Adam Chrzanowski   | Lechia Danzica | definitivo    |
| D        | Nicola Falasco     | Perugia        | definitivo    |
| C        | Giacomo Calò       | Genoa          | prestito      |
| C        | Luca Magnino       | Feralpisalò    | svincolato    |
| C        | Alessandro Mallamo | Atalanta       | prestito      |
| C        | Matteo Rossetti    | Torino         | definitivo    |
| A        | Karlo Butić        | Torino         | definitivo    |
| A        | Davide Diaw        | Cittadella     | definitivo    |
| A        | Simone Magnaghi    | Teramo         | fine prestito |

| Cessioni | Cessioni            | Cessioni  | Cessioni      |
| R.       | Nome                | da        | Modalità      |
| -------- | ------------------- | --------- | ------------- |
| P        | Michele Di Gregorio | Inter     | fine prestito |
| D        | Alberto Almici      | Verona    | fine prestito |
| D        | Michele De Agostini |           | svincolato    |
| D        | Andrea Gasbarro     | Livorno   | fine prestito |
| C        | Salvatore Burrai    | Perugia   | definitivo    |
| C        | Davide Mazzocco     | SPAL      | fine prestito |
| C        | Tommaso Pobega      | Milan     | fine prestito |
| C        | Roberto Zammarini   | Pisa      | fine prestito |
| A        | Riccardo Bocalon    | Venezia   | fine prestito |
| A        | Leonardo Candellone | Torino    | fine prestito |
| A        | Lucas Chiaretti     |           | svincolato    |
| A        | Simone Magnaghi     | Südtirol  | prestito      |
| A        | Luca Strizzolo      | Cremonese | fine prestito |

### Sessione invernale(dal 04/01 al 01/02)
| Acquisti | Acquisti         | Acquisti       | Acquisti   |
| R.       | Nome             | da             | Modalità   |
| -------- | ---------------- | -------------- | ---------- |
| P        | Gaetano Fasolino |                | svincolato |
| C        | Kevin Biondi     | Catania        | definitivo |
| A        | Mattia Finotto   | Monza          | prestito   |
| A        | Claudio Morra    | Virtus Entella | prestito   |

| Cessioni | Cessioni       | Cessioni | Cessioni   |
| R.       | Nome           | a        | Modalità   |
| -------- | -------------- | -------- | ---------- |
| C        | Luca Tremolada | Cosenza  | prestito   |
| A        | Davide Diaw    | Monza    | definitivo |

### Trasferimenti successivi alla sessione invernale
| Acquisti | Acquisti | Acquisti | Acquisti |
| R.       | Nome     | da       | Modalità |
| -------- | -------- | -------- | -------- |

| Cessioni | Cessioni       | Cessioni | Cessioni   |
| R.       | Nome           | da       | Modalità   |
| -------- | -------------- | -------- | ---------- |
| D        | Luca Zanon     |          | svincolato |
| C        | Davide Gavazzi |          | svincolato |

## Risultati

### Coppa Italia
| Arbitro: | Amabile (Vicenza) |

|                                         |           |  |
| Rossetti 20’ Butić 33’ (rig.) Secli 76’ | Marcatori |  |

| Arbitro: | Amabile (Vicenza) |

|                           |                      |                                    |
| Stefani Camporese Scavone | Tiri di rigore 1 – 4 | D'Errico Frattesi Bellusci Barillà |

## Statistiche

### Statistiche di squadra
| Competizione | Punti | In casa | In casa | In casa | In casa | In casa | In casa | In trasferta | In trasferta | In trasferta | In trasferta | In trasferta | In trasferta | Totale | Totale | Totale | Totale | Totale | Totale | DR |
| Competizione | Punti | G       | V       | N       | P       | Gf      | Gs      | G            | V            | N            | P            | Gf           | Gs           | G      | V      | N      | P      | Gf     | Gs     | DR |
| ------------ | ----- | ------- | ------- | ------- | ------- | ------- | ------- | ------------ | ------------ | ------------ | ------------ | ------------ | ------------ | ------ | ------ | ------ | ------ | ------ | ------ | -- |
| Serie B      | 45    | 19      | 5       | 10      | 4       | 27      | 19      | 19           | 5            | 5            | 9            | 13           | 20           | 38     | 10     | 15     | 13     | 40     | 39     | +1 |
| Coppa Italia | -     | 2       | 1       | 1       | 0       | 3       | 0       | 0            | 0            | 0            | 0            | 0            | 0            | 2      | 1      | 1      | 0      | 3      | 0      | +3 |
| Totale       | 45    | 21      | 6       | 11      | 4       | 30      | 19      | 19           | 5            | 5            | 9            | 13           | 20           | 40     | 11     | 16     | 13     | 43     | 39     | +4 |

### Andamento in campionato
| Giornata  | 1  | 2  | 3  | 4  | 5  | 6  | 7  | 8  | 9  | 10 | 11 | 12 | 13 | 14 | 15 | 16 | 17 | 18 | 19 | 20 | 21 | 22 | 23 | 24 | 25 | 26 | 27 | 28 | 29 | 30 | 31 | 32 | 33 | 34 | 35 | 36 | 37 | 38 |
| --------- | -- | -- | -- | -- | -- | -- | -- | -- | -- | -- | -- | -- | -- | -- | -- | -- | -- | -- | -- | -- | -- | -- | -- | -- | -- | -- | -- | -- | -- | -- | -- | -- | -- | -- | -- | -- | -- | -- |
| Luogo     | T  | T  | C  | T  | C  | T  | C  | C  | T  | C  | T  | C  | T  | C  | T  | C  | T  | C  | T  | C  | C  | T  | C  | T  | C  | T  | T  | C  | T  | C  | T  | C  | T  | C  | T  | C  | T  | C  |
| Risultato | N  | N  | N  | P  | N  | V  | N  | N  | V  | N  | P  | N  | V  | P  | N  | V  | V  | V  | N  | N  | P  | V  | P  | P  | N  | P  | P  | N  | P  | N  | P  | V  | P  | V  | P  | P  | N  | V  |
| Posizione | 15 | 11 | 11 | 16 | 12 | 10 | 11 | 12 | 10 | 10 | 12 | 13 | 12 | 13 | 12 | 11 | 10 | 8  | 8  | 8  | 9  | 9  | 9  | 11 | 11 | 11 | 13 | 14 | 15 | 14 | 15 | 15 | 15 | 14 | 15 | 15 | 16 | 15 |

Legenda:

Luogo: C = Casa; T = Trasferta. Risultato: V = Vittoria; N = Pareggio; P = Sconfitta.

### Statistiche dei giocatori
| Giocatore      | Serie B  | Serie B | Serie B     | Serie B    | Coppa Italia | Coppa Italia | Coppa Italia | Coppa Italia | Totale   | Totale | Totale      | Totale     |
| Giocatore      | Presenze | Reti    | Ammonizioni | Espulsioni | Presenze     | Reti         | Ammonizioni  | Espulsioni   | Presenze | Reti   | Ammonizioni | Espulsioni |
| -------------- | -------- | ------- | ----------- | ---------- | ------------ | ------------ | ------------ | ------------ | -------- | ------ | ----------- | ---------- |
| A. Banse       | 3        | 0       | 0           | 0          | 1            | 0            | 0            | 0            | 4        | 0      | 0           | 0          |
| A. Barison     | 27       | 2       | 6           | 1          | 1            | 0            | 0            | 0            | 28       | 2      | 6           | 1          |
| A. Bassoli     | 16       | 0       | 4           | 0          | 0            | 0            | 0            | 0            | 16       | 0      | 4           | 0          |
| F. Berra       | 28       | 1       | 4           | 1          | 2            | 0            | 0            | 0            | 30       | 1      | 4           | 1          |
| G. Bindi       | 3        | -5      | 0           | 0          | 1            | 0            | 0            | 0            | 4        | -5     | 0           | 0          |
| K. Biondi      | 12       | 0       | 2           | 0          | 0            | 0            | 0            | 0            | 12       | 0      | 2           | 0          |
| K. Butić       | 29       | 3       | 2           | 0          | 2            | 1            | 0            | 0            | 31       | 4      | 2           | 0          |
| G. Calò        | 27       | 0       | 5           | 0          | 1            | 0            | 0            | 0            | 28       | 0      | 5           | 0          |
| M. Camporese   | 32       | 0       | 6           | 0          | 1            | 0            | 1            | 0            | 33       | 0      | 7           | 0          |
| A. Chrzanowski | 13       | 0       | 1           | 0          | 2            | 0            | 0            | 0            | 15       | 0      | 1           | 0          |
| P. Ciurria     | 36       | 9       | 3           | 0          | 2            | 0            | 1            | 0            | 38       | 9      | 4           | 0          |
| D. Diaw        | 18       | 10      | 8           | 0          | 0            | 0            | 0            | 0            | 18       | 10     | 8           | 0          |
| N. Falasco     | 27       | 1       | 7           | 1          | 1            | 0            | 1            | 0            | 28       | 1      | 8           | 1          |
| G. Fasolino    | 0        | 0       | 0           | 0          | 0            | 0            | 0            | 0            | 0        | 0      | 0           | 0          |
| M. Finotto     | 0        | 0       | 0           | 0          | 0            | 0            | 0            | 0            | 0        | 0      | 0           | 0          |
| G. Foschiani   | 1        | 0       | 0           | 0          | 0            | 0            | 0            | 0            | 1        | 0      | 0           | 0          |
| D. Gavazzi     | 4        | 0       | 1           | 0          | 1            | 0            | 0            | 0            | 5        | 0      | 1           | 0          |
| L. Magnino     | 34       | 0       | 5           | 0          | 1            | 0            | 0            | 0            | 35       | 0      | 5           | 0          |
| A. Mallamo     | 23       | 0       | 1           | 0          | 2            | 0            | 0            | 0            | 25       | 0      | 1           | 0          |
| G. Misuraca    | 28       | 1       | 7           | 0          | 1            | 0            | 0            | 0            | 29       | 1      | 7           | 0          |
| C. Morra       | 8        | 1       | 0           | 0          | 0            | 0            | 0            | 0            | 8        | 1      | 0           | 0          |
| S. Musiolik    | 31       | 6       | 5           | 0          | 1            | 0            | 0            | 0            | 32       | 6      | 5           | 0          |
| S. Pasa        | 18       | 0       | 0           | 0          | 2            | 0            | 0            | 0            | 20       | 0      | 0           | 0          |
| P. Passador    | 0        | 0       | 0           | 0          | 0            | 0            | 0            | 0            | 0        | 0      | 0           | 0          |
| S. Perisan     | 35       | -34     | 1           | 0          | 0            | 0            | 0            | 0            | 35       | -34    | 1           | 0          |
| M. Rossetti    | 22       | 0       | 1           | 0          | 2            | 1            | 1            | 0            | 24       | 1      | 2           | 0          |
| M. Scavone     | 31       | 1       | 9           | 0          | 1            | 0            | 1            | 0            | 32       | 1      | 10          | 0          |
| F. Secli       | 2        | 0       | 0           | 0          | 2            | 1            | 0            | 0            | 4        | 1      | 0           | 0          |
| M. Stefani     | 8        | 0       | 0           | 0          | 2            | 0            | 0            | 0            | 10       | 0      | 0           | 0          |
| L. Tremolada   | 0        | 0       | 0           | 0          | 0            | 0            | 0            | 0            | 0        | 0      | 0           | 0          |
| D. Turchetto   | 1        | 0       | 0           | 0          | 0            | 0            | 0            | 0            | 1        | 0      | 0           | 0          |
| A. Vogliacco   | 31       | 0       | 7           | 0          | 1            | 0            | 0            | 0            | 32       | 0      | 7           | 0          |
| R. Zammarini   | 29       | 4       | 3           | 0          | 1            | 0            | 0            | 0            | 30       | 4      | 3           | 0          |
| L. Zanon       | 0        | 0       | 0           | 0          | 0            | 0            | 0            | 0            | 0        | 0      | 0           | 0          |